# 纳希尔内 (扎波罗热州)
47°58′40″N 35°11′42″E / 47.97778°N 35.19500°E
納希爾內（烏克蘭語：Нагірне）是位於烏克蘭東南部的村莊，由扎波羅熱州扎波羅熱区的米哈伊利夫卡市鎮負責管轄。該村面積0.79平方公里，2001年人口49，人口密度每平方公里62人。